# Giancarlo Fagioli
Pour les articles homonymes, voir Fagioli.
Giancarlo Fagioli (né en 1940) est un astronome amateur italien.
Le Centre des planètes mineures le crédite de la découverte de 22 astéroïdes numérotés, effectuée entre 2003 et 2009, tous en collaboration avec Luciano Tesi.
L'astéroïde (27959) Fagioli a été nommé en son honneur.

## Astéroïdes découverts
| Astéroïdes découverts,: 22 | Astéroïdes découverts,: 22 |
| -------------------------- | -------------------------- |
| (144303) Mirellabreschi[1] | 16 février 2004            |
| (172734) Giansimon[1]      | 10 février 2004            |
| (191582) Kikadolfi[1]      | 20 décembre 2003           |
| (198616) Lucabracali[1]    | 14 janvier 2005            |
| (207657) Mangiantini[1]    | 1er août 2007              |
| (210414) Gebartolomei[1]   | 3 décembre 2007            |
| (214715) Silvanofuso[1]    | 10 octobre 2006            |
| (214953) Giugavazzi[1]     | 29 novembre 2007           |
| (235999) Bucciantini[1]    | 4 avril 2005               |
| (280641) Edosara[1]        | 6 janvier 2005             |
| (280652) Aimaku[1]         | 2 février 2005             |
| (283057) Casteldipiazza[1] | 24 juillet 2008            |
| (289608) Wanli[1]          | 4 avril 2005               |
| (299134) Moggicecchi[1]    | 10 mars 2005               |
| (309704) Baruffetti[1]     | 29 mars 2008               |
| (314808) Martindutertre[1] | 15 octobre 2006            |
| (315046) Gianniferrari[1]  | 13 février 2007            |
| (343057) Lucaravenni[1]    | 15 février 2009            |
| (364264) Martymartina[1]   | 11 octobre 2006            |
| 1. avec Luciano Tesi       |                            |